# Édouard Arnaud
Pour les articles homonymes, voir Arnaud.
Édouard Eugène Arnaud, né à Lyon le 22 avril 1864 et mort à Crest en septembre 1943, est un architecte français. 

## Biographie
Ingénieur de l’École centrale Paris (1888), il est diplômé en 1894 de l’École des beaux-arts. 
Sociétaire de la Société des artistes français, il obtient une médaille honorable en 1895 au Salon des artistes français puis en 1900 à l'Exposition universelle de Paris. 
Professeur de construction à l’École centrale (1909), il est nommé Expert auprès du tribunal civil de la Seine en 1914. Il enseigne de 1920 à 1929 à l’École des Beaux-Arts et devient en 1930 Architecte-conseil de la Société des ciments armés.
Parmi ses conceptions architecturales :
- à partir de 1897 des usines génératrices d’électricité pour des tramways à Paris, Bordeaux, Amiens et Nice ;
- en 1898 un immeuble 1 rue Danton dans le 6e arrondissement de Paris sur commande de l'entrepreneur François Hennebique précurseur de la construction en béton armé qui y installe son siège social en 1900[3] ;
- quelques villas à Saint-Cloud, à Avignon et à Saint-Lunaire, ou encore la villa Cypris à Roquebrune-Cap-Martin (Alpes-Maritimes) ;
- des stations de construction d’automobiles, de carrosserie :
- la plupart des immeubles de la rue des Italiens, à Paris[4] ;
- des garages dont notamment celui des automobiles électriques de Louis Antoine Kriéger, 48 rue La Boétie à Paris[Note 1].

Quelques réalisations
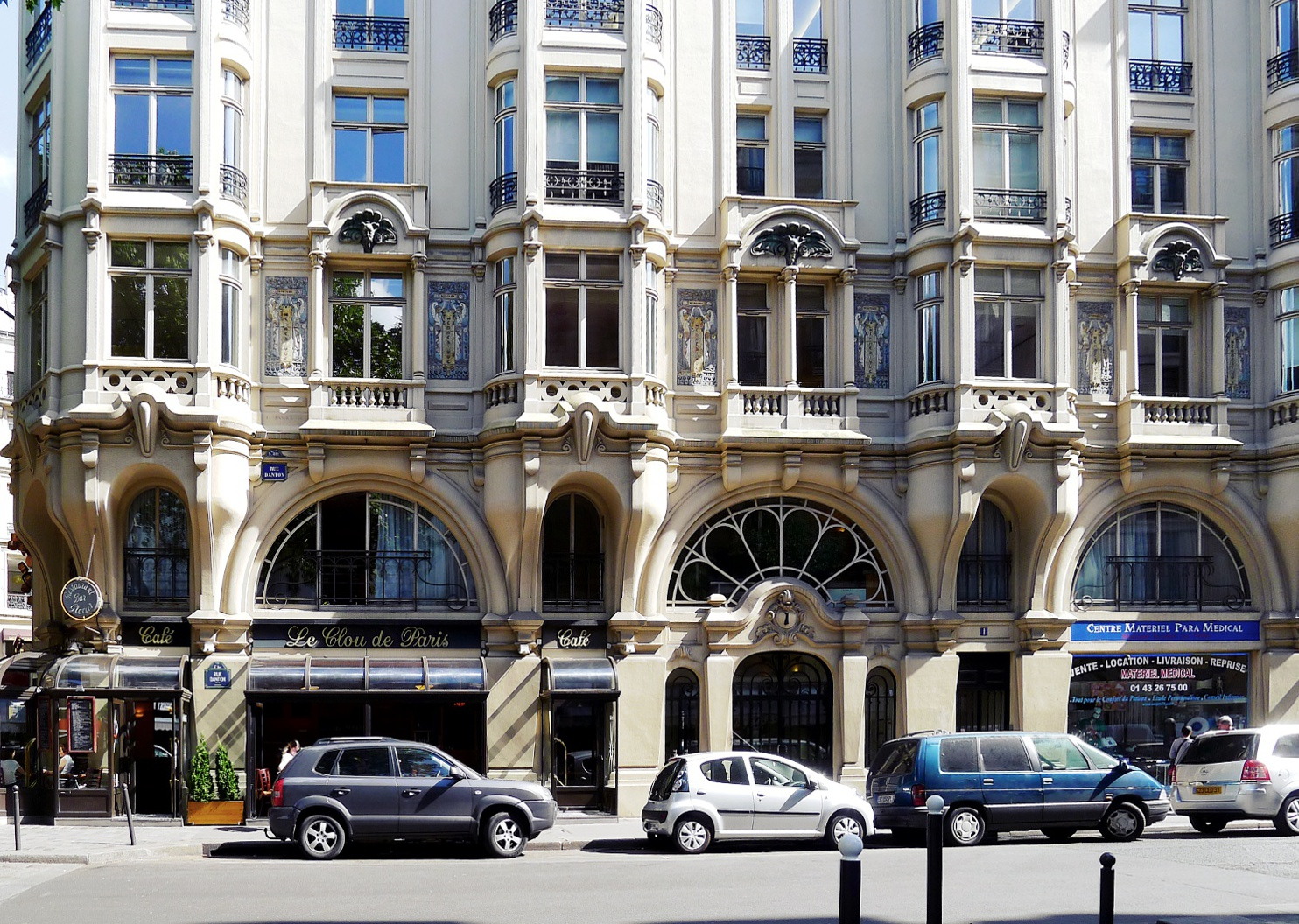
Immeuble Hennebique au no 1 de la rue Danton à Paris conçu par François Hennebique et Édouard Arnaud (1900).
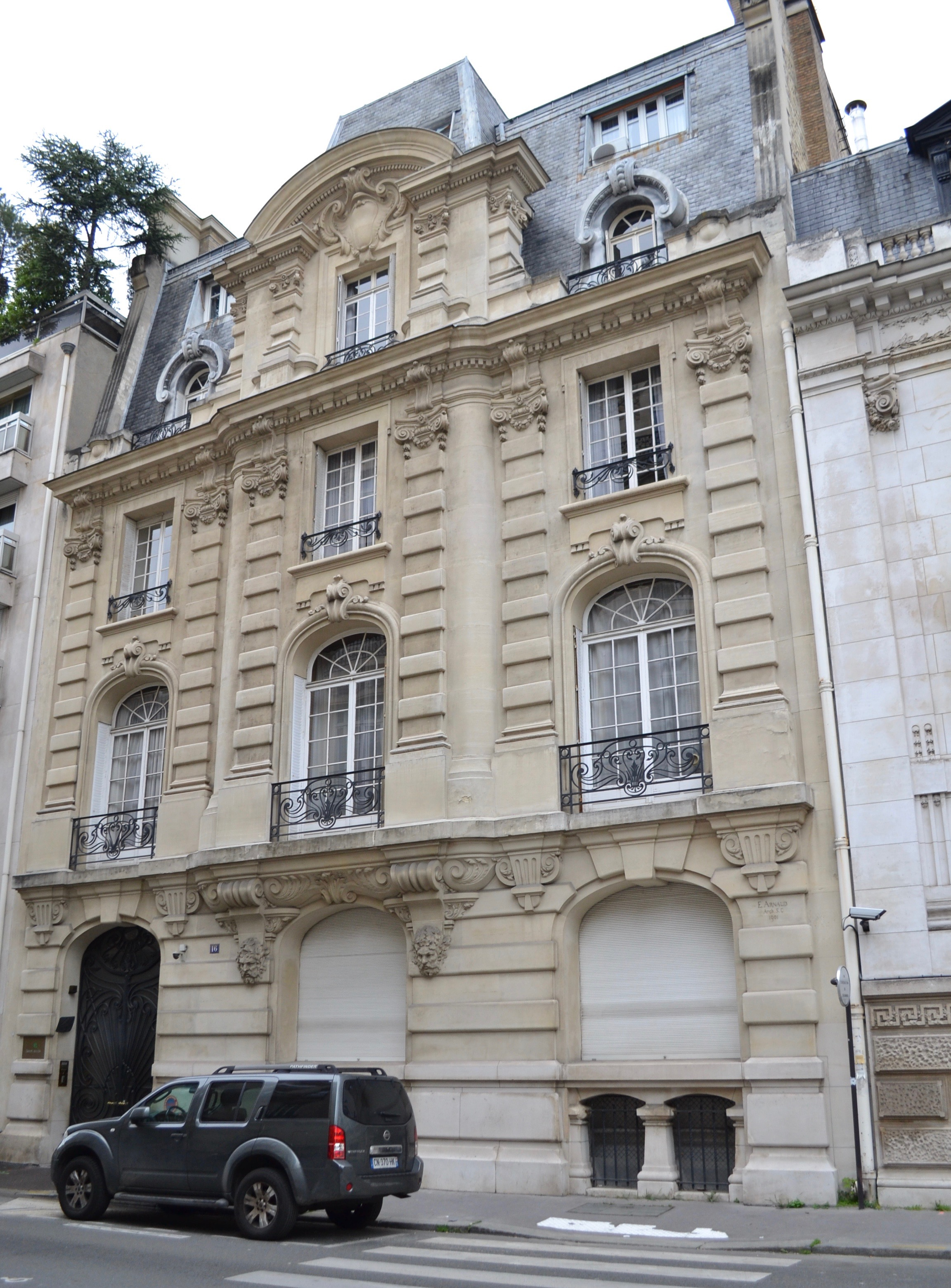
Immeuble du 16 rue Octave-Feuillet à Paris (1901).
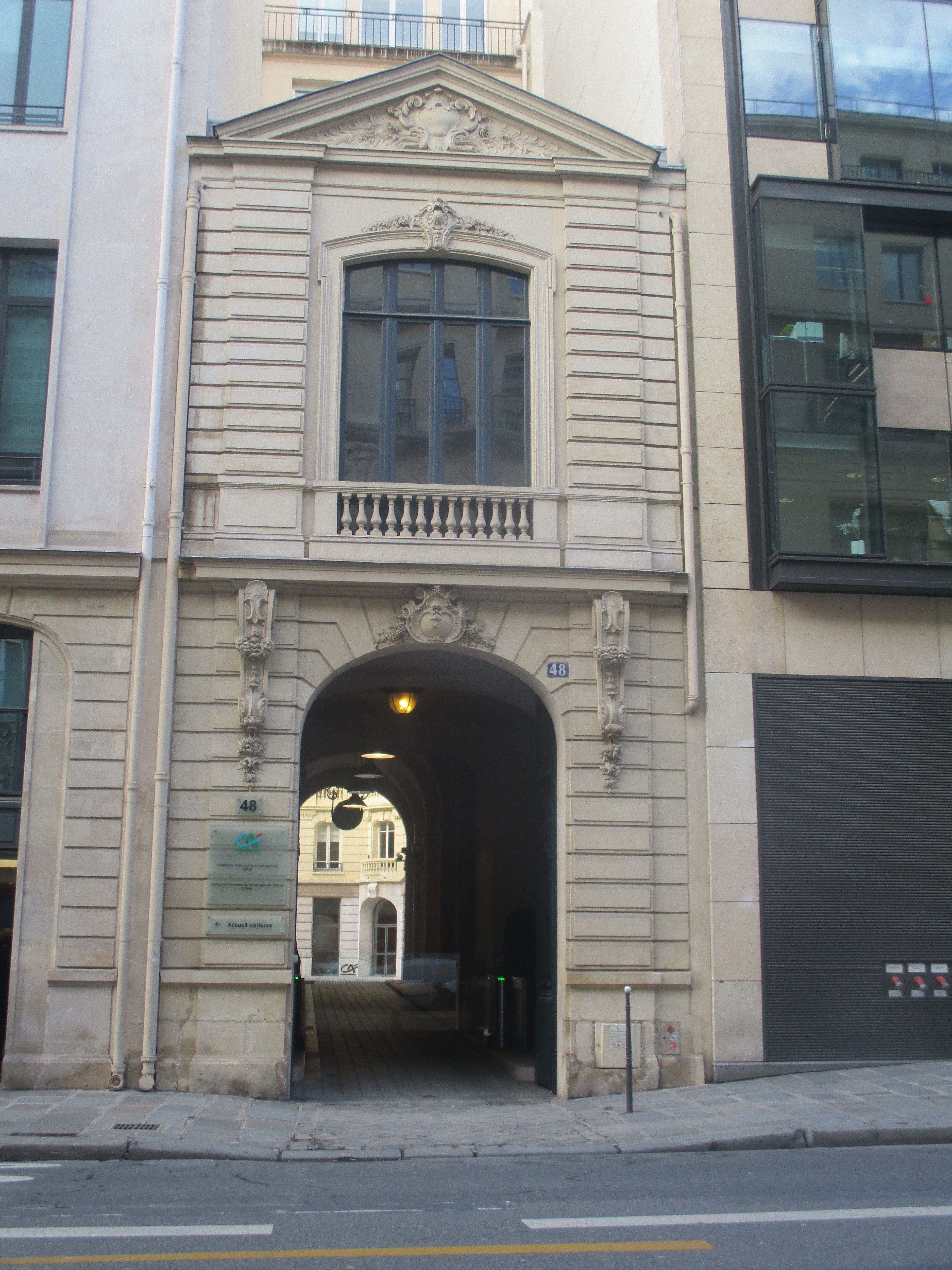
Ancien garage Kriéger (1903) (actuel siège de la Fédération nationale du Crédit agricole), 48 rue La Boétie, à Paris.
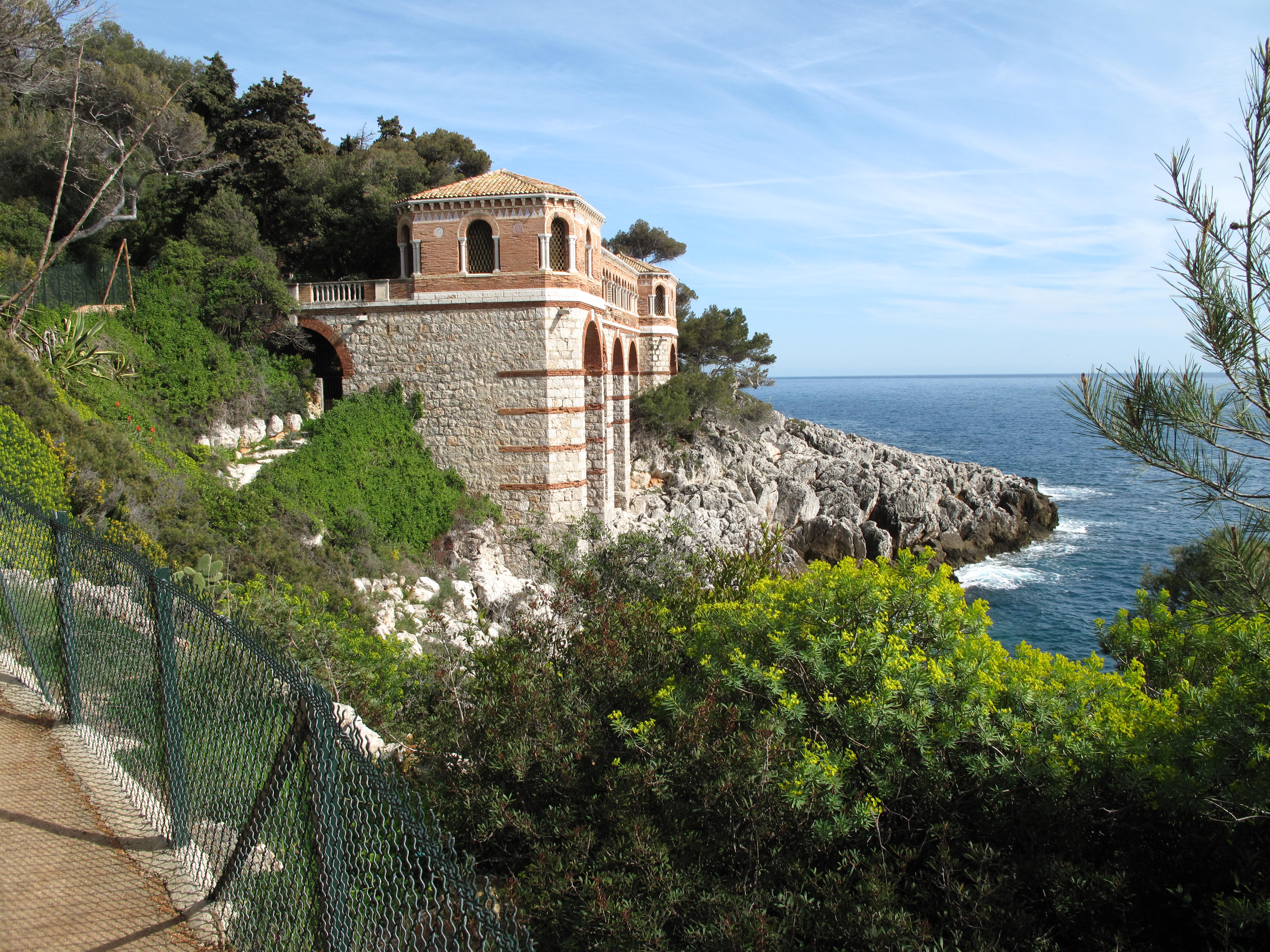
Villa Cypris à Roquebrune-Cap-Martin, Alpes-Maritimes (1904).

Il est fait officier de la Légion d'honneur le 19 février 1919. 
Il est inhumé à Crest.